# Ітака (Огайо)
Ітака (англ. Ithaca) — селище (англ. village) в США, в окрузі Дарк штату Огайо. Населення — 81 особа (2020).

## Географія
Ітака розташована за координатами 39°56′16″ пн. ш. 84°33′12″ зх. д. / 39.93778° пн. ш. 84.55333° зх. д. (39.937737, -84.553332).  За даними Бюро перепису населення США в 2010 році селище мало площу 0,08 км², уся площа — суходіл.

## Демографія
Згідно з переписом 2010 року, у селищі мешкало 136 осіб у 44 домогосподарствах у складі 35 родин. Густота населення становила 1682 особи/км².  Було 52 помешкання (643/км²).
Расовий склад населення:
| - 99,3 % — білих - 0,7 % — азіатів |

До двох чи більше рас належало 0,0 %. Частка іспаномовних становила 3,7 % від усіх жителів.
За віковим діапазоном населення розподілялося таким чином: 27,9 % — особи молодші 18 років, 59,6 % — особи у віці 18—64 років, 12,5 % — особи у віці 65 років та старші. Медіана віку мешканця становила 34,3 року. На 100 осіб жіночої статі у селищі припадало 86,3 чоловіків;  на 100 жінок у віці від 18 років та старших — 84,9 чоловіків також старших 18 років.
Середній дохід на одне домашнє господарство  становив 43 753 долари США (медіана — 45 729), а середній дохід на одну сім'ю — 45 947 доларів (медіана — 46 071). Медіана доходів становила 43 889 доларів для чоловіків та 21 750 доларів для жінок. За межею бідності перебувало 14,4 % осіб, у тому числі 24,1 % дітей у віці до 18 років та 0,0 % осіб у віці 65 років та старших.
Цивільне працевлаштоване населення становило 62 особи. Основні галузі зайнятості: роздрібна торгівля — 30,6 %, виробництво — 25,8 %, освіта, охорона здоров'я та соціальна допомога — 17,7 %, мистецтво, розваги та відпочинок — 12,9 %.